# Colin Barrett
Colin Barrett (* 3. August 1952 in Stockport) ist ein ehemaliger englischer Fußballspieler. Mit Nottingham Forest gewann er 1978 die englische Meisterschaft.

## Spielerkarriere

### Manchester City (1970–1976)
Colin Barrett debütierte am 19. August 1972 bei einem 3:0-Heimerfolg über Norwich City für Manchester City und kam im Verlauf der Football League First Division 1972/73 zu insgesamt fünfzehn Ligaeinsätzen. Auch in der folgenden Spielzeit blieb es bei seiner Rolle als Ergänzungsspieler. Neben einem vierzehnten Platz in der Liga, zog Barrett mit seiner Mannschaft ins Finale des englischen Ligapokal 1973/74 ein. City verlor die Finalpartie ohne den nicht für den Kader nominierten Colin Barrett mit 1:2 gegen die Wolverhampton Wanderers. Nach achtzehn Ligaspielen und einem achten Tabellenplatz in der Saison 1974/75 kam er 1975/76 lediglich in drei Ligaspielen zum Einsatz. Am 28. Februar 1976 gewann City ohne den erneut nicht nominierten Barrett den Ligapokal 1975/76 (2:1 gegen Newcastle United). 

### Nottingham Forest (1976–1980)
Im März 1976 wechselte Colin Barrett zum Zweitligisten Nottingham Forest. 1976/77 stieg er mit der von Brian Clough und Peter Taylor trainierten Mannschaft in die erste Liga auf. Mit dem Aufsteiger gelang ihm in der Football League First Division 1977/78 eine ausgezeichnete Saison. Barrett erzielte ein Tor in fünfunddreißig Ligaspielen und gewann mit Forest die englische Meisterschaft. Einen weiteren Titel sicherte sich die Mannschaft im Ligapokalfinale durch einen Erfolg über den FC Liverpool, in dem jedoch Frank Clark statt Colin Barrett zum Einsatz kam. Nach dem Verlust seines Stammplatzes im Verlauf der Saison 1978/79, wurde er im Ligapokalfinale 1979 für Viv Anderson nominiert und spielte beim 3:2-Erfolg über den FC Southampton über die volle Distanz. Dafür fand er keine Kaderberücksichtigung im Finale des Europapokal der Landesmeister 1978/79, das Forest mit 1:0 gegen den schwedischen Meister Malmö FF gewann. In der ersten Runde des Wettbewerbs hatte Barrett beim 2:0-Heimerfolg über den FC Liverpool den entscheidenden Treffer zum 2:0 erzielt.

## Titel und Erfolge
- Englischer Meister: 1978
- Ligapokalsieger: 1978 und 1979